# Preobraženskoe (Oblast' di Kamčatka)
Preobraženskoe (in lingua russa Преображе́нское) era un piccolo centro abitato, di 200 abitanti situato sull'isola Mednyj, una delle isole del Commodoro, che appartiene al Territorio della Kamčatka, in Russia. L'insediamento sorse verso la fine del XIX secolo, istituito da aleuti provenienti dall'isola Attu, che si dedicavano principalmente alla caccia alla balena. Intorno al 1960 però la popolazione si trasferì nell'isola di Bering e Mednyj è rimasta disabitata.